# Guillaume Laforêt
Pour les articles homonymes, voir Laforêt.
Guillaume Laforêt (1877-1937) est un poète français d'expression provençale.

## Biographie
Guillaume Laforêt naît le 9 septembre 1877 à Saint-Gilles, où son père exploite une carrière. Ne s'intéressant pas à l'école, il commence dès ses onze ans à travailler dans la carrière de son père.
Autodidacte, il s'éveille à la culture provençale et découvre le Félibrige au contact de Frédéric Mistral. Après « de maladroits premiers poèmes », il fait son service militaire et part en Provence travailler comme minotier. Après la maladie de son premier fils, il trouve l'inspiration poétique et devient le « Félibre carretié ». De sensibilité socialisme, il mêle dans son œuvre odes à la terre natale et plaidoyers en faveur de la justice sociale. S'intéressant à l'histoire, il écrit notamment un drame en cinq actes, La Croisade des Albigeois. 
Après la Seconde Guerre mondiale, il est candidat malheureux aux élections législatives. Devenu bibliothécaire de la ville de Nîmes, il noue une longue amitié avec Marc Bernard. 
Membre de La Tour Magne, il en démissionne en 1935 en raison de son aversion vis-à-vis de Jean-Jacques Brousson, invité à présider une manifestation de cette société félibréenne.
Il meurt à Nîmes le 19 septembre 1937, des suites d'une opération.

## Ouvrages
- (oc) Gàubi d'enfant, Avignon, Seguin, 1907 (BNF 30716727) (lire en ligne).
- (oc) Li Ferigoulo sant-gilenco, Avignon, Roumanille, 1909 (BNF 30716725) (lire en ligne).
- (oc) Ramoun VI: dramo istouri en cinq ate en prouvençau, emé la traducioun franceso en regard, Nîmes, La Laborienne, 1912 (BNF 38686458).
- (oc) Proun que tèngon! (préf. Marc Bernard, ill. Albert Eloy-Vincent), Uzès, La Cigale, 1935 (BNF 32337957) (lire en ligne).
- (oc) Nivoulas, Nîmes, Larguier, 1935 (BNF 32337954).
- (oc) Lou Carretié de Sant-Gile: obro pouetico, Marseille, Parlaren, 1983 (BNF 34856944) (lire en ligne)  — posthume.